# Ludmila V. Šrutová
Ludmila V. Šrutová (18. srpna 1888 Petrohrad – 7. listopadu 1977 Praha) (rusky Людмила Васильевна Шрутъ) byla česká a ruská pedagožka a spisovatelka.

## Životopis
Rodiče Ludmily byli Vilém Šrut (26. 5. 1847 Medlešice – 24. 11. 1910 Petrohrad) (v Rusku – Vasilij) a Josefa Šrutová-Ullrichová (18. 3. 1855 Velké Jirny na Pardubicku – 10. 5. 1948 Praha) (v Rusku – Sofija). Měla tři sourozence: Alexandra Šruta (5. 9. 1882 Petrohrad – 29. 5. 1970 Praha), v Rusku byl zaměstnancem carského ministerstva zahraničí a od roku 1922 v ČSR byl tajemníkem Komitétu pro umožnění studia ruským a ukrajinským studentům, který spadal pod ministerstvo zahraničních věcí, Ninu Seifertovou-Šrutovou (24. 1. 1886 Petrohrad – 1980) a Ing. Václava Šruta (také Vjačeslav) (1895, Petrohrad – 1984, Praha).
Ludmila Šrutová byla profesorka ruského jazyka a literatury na středních školách. Byla autorkou a spoluautorkou knih z oboru. V Praze III bydlela na adrese Mělnická 3.
Byla sestřenicí Emy Destinnové. Její otec Vilém Šrut a matka Emy Destinnové, Jindřiška, rozená Šrutová (1859-1898), byli sourozenci. 
Roku 1905 Ludmila absolvovala gymnázium v Petrohradě s vyznamenáním a zlatou medailí, což jí jako umožnilo nastoupit na Vyšší pedagogický institut v Petrohradě. Jako řádná studentka absolvovala pět let vysokoškolského studia na filologické fakultě a po úspěšném složení teoretických zkoušek a praktických kurzů ruského jazyka a literatury na tamním pedagogickém gymnáziu získala diplom opravňující ji vyučovat ruský jazyk a literaturu ve všech třídách středních škol v Rusku. Diplom byl datován 12. února 1910. Vysvědčení bylo vydáno 15. května 1914. V Petrohradě bydlela s rodiči na adrese Vasiljevskij Ostrov, 7. linie, dům č. 74, byt č. 6.

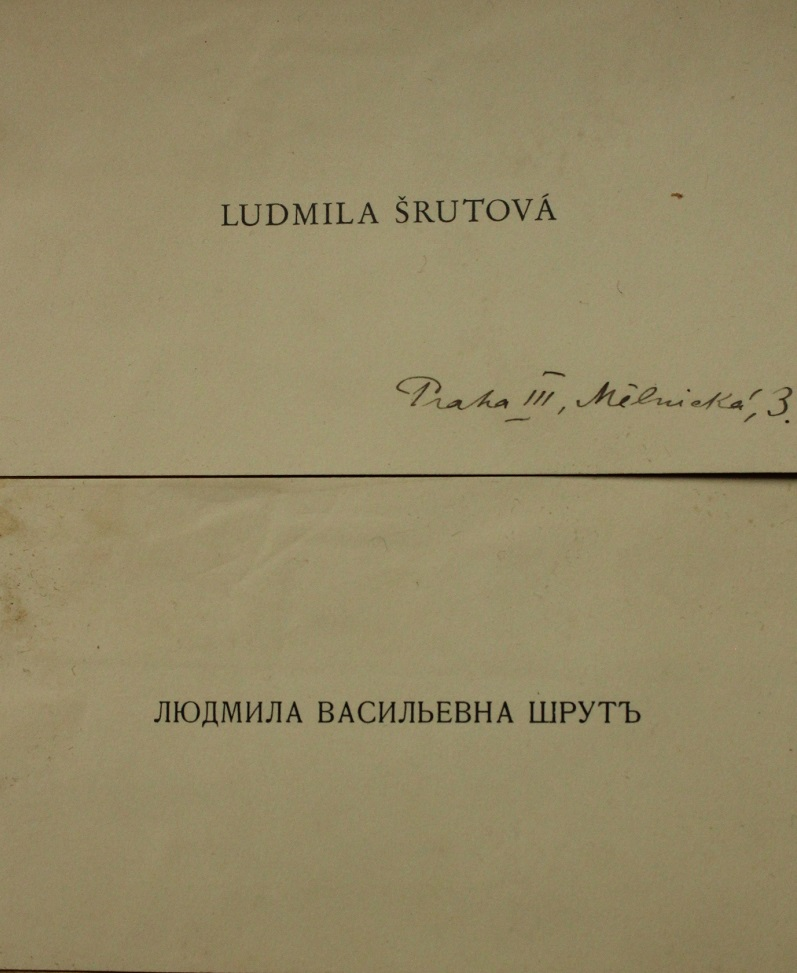
Vizitky Ludmily Šrutové v češtině a v ruštině

Spolu se svou sestrou Ninou Šrutovou a bratrem Václavem přijela v červenci 1914 na letní prázdniny do Čech za svými příbuznými, ale kvůli vypuknutí světové války byla se sourozenci internována v Milešově u Sedlčan u svého strýce Antonína Šruta (1844 (?) – 1919), pokladníka Národního divadla (tehdy Královského zemského českého divadla), redaktora Divadelního kalendáře.
Po obnovení samostatnosti Československa se Ludmila jako ruská občanka mohla vrátit do Prahy. Od února 1919 Ludmila bydlela u tety sl. Marii Ullrichové v Žižkově č. p. 262, pak v ul. Českobratrské č. 8, od září 1919 v Praze III ul. Mělnická, 3.
V roce 1919 se stala členkou Česko-ruské jednoty (rusky Чешско-русское общество). Od roku 1920 byla tajemnicí redakční rady časopisu Slovanská zora (rusky „Славянская заря“).
Od 6. července 1922 do února 1925 žila dočasně v Bělehradě, ale navštěvovala svou matku paní Josefu Šrutovou a příbuzné v Praze. Po návratu z Bělehradu studovala na Ruském pedagogickém institutu Jana Amose Komenského v Praze. Institut připravoval odborníky na organizaci a řízení veřejného školství pro Rusko (z řad těch, kteří již měli vysokoškolské vzdělání nebo pedagogickou praxi). Ludmila také poskytovala soukromé lekce ruštiny a překládala pro ruské emigrantské spolky.

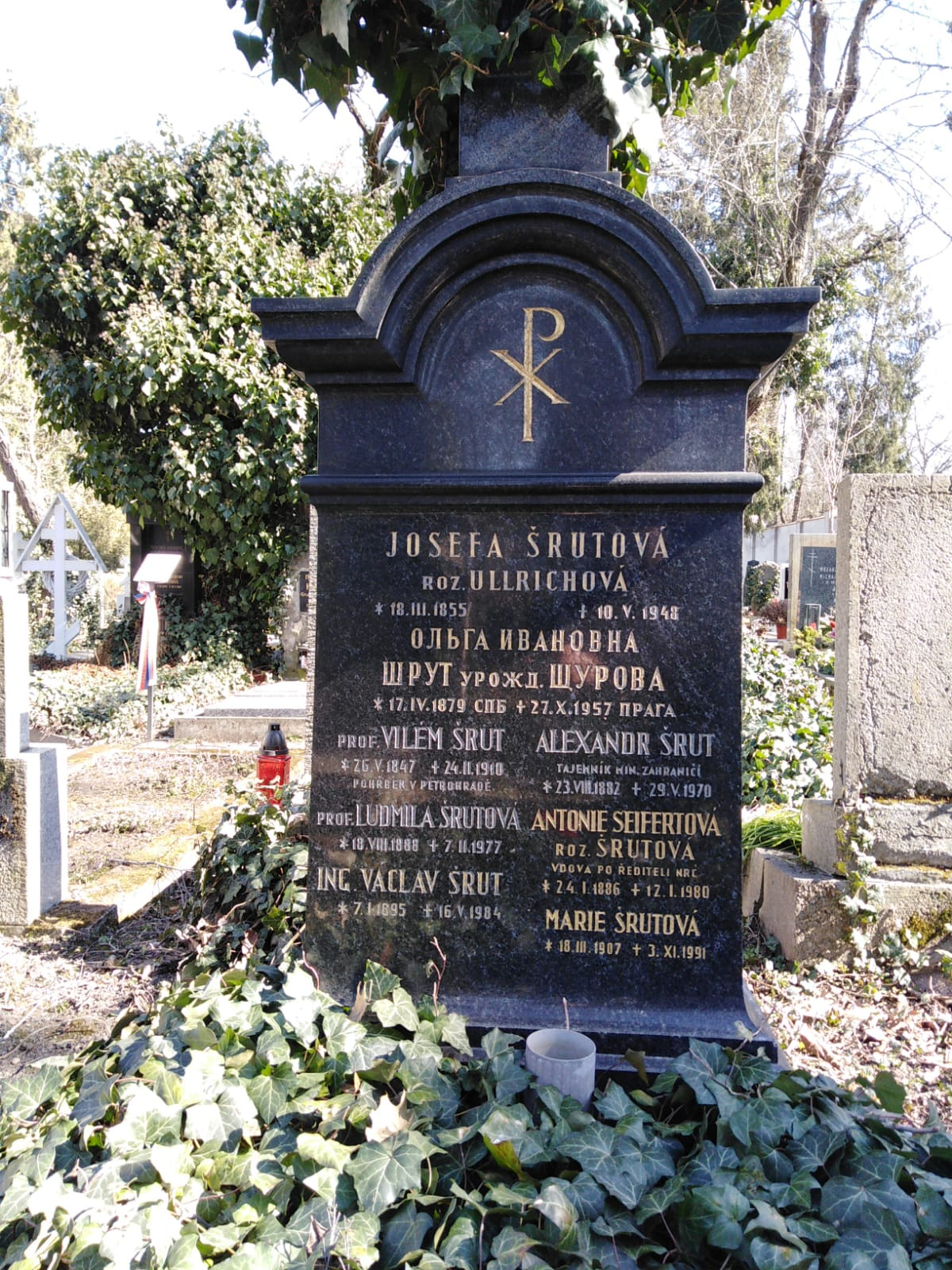

V roce 1928 Ludmila začala prezenčně studovat na Filozofické fakultě Univerzity Karlovy, ale studium nedokončila. V školních letech 1928–1929 a 1929–1930 působila jako učitelka ruského jazyka na středních školách v Praze. Ve školním roce 1929–1930 působila jako učitelka ruštiny na Vyšší dívčí škole v Praze, kde ministerstvo školství zavedlo ruštinu jako povinný jazyk a vyučovala čtyři hodiny týdně. V letech 1928–1939 spolupracovala s redakcí časopisu Slavia. Byla členkou Svazu ruských pedagogů v Československu. Členka Ruského pedagogického byra (česky Ruské pedagogické büro, rusky Педагогическое бюро по делам средней и низшей Русской школы за границей). Členka Komitétu pro pomník věrnému vojínovi ruskému v Praze. Členka Bratrstva pravoslavných ruských občanů pro péči a údržbu jejich hrobů v Československu, tzv. Uspenského bratrstva (rusky Братство для погребения православных русских граждан и для охраны и содержания в порядке их могил в Чехословакии).
Byla pohřbena na Olšanských hřbitovech.

## Dílo

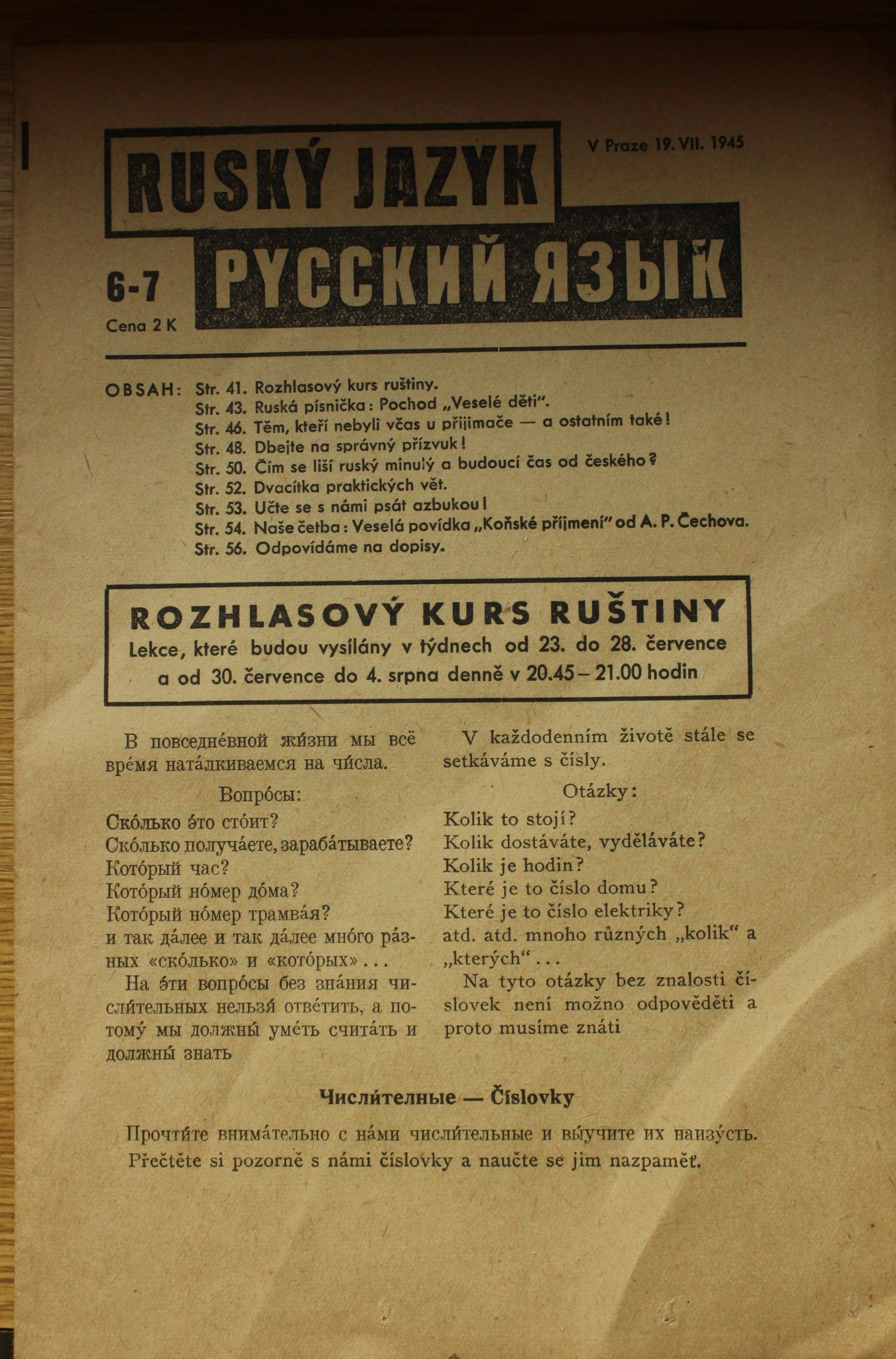
Učebnik russkogo jazyka = Učebnice ruského jazyka – napsala Nina Seifertová-Šrutová za spolupráce Ludmily Šrutové. Praha: Státní nakladatelství, 1945

### Spisy
- Učebnice ruského jazyka – napsala Nina Seifertová-Šrutová za spolupráce Ludmily Šrutové. Praha: Stání nakladatelství, 1929.
- Výstava Puškin a jeho doba ... – Praha: Národní rada československá, 1932.
- Vasil Ivanovič Němirovič Dančenko – Praha: Národní rada československá, 1935.
- Největší básník Ruska A. S. Puškin: [1799–1837] – k 100. výročí jeho smrti [mládeži československé] napsaly Nina Seifertová-Šrutová a Ludmila Šrutová. Praha: Jednota slovanských žen, 1937.
- Ukázky ruského písemnictví – Nina Seifertová-Šrutová za spolupráce Ludmily Šrutové. Praha: Státní nakladatelství, 1938.
- Základy ruského jazyka – napsala Nina Seifertová-Šrutová za spolupráce Ludmily Šrutové. Praha: Státní nakladatelství, 1938.
- Učebnik russkogo jazyka = Učebnice ruského jazyka. Část prvá, Základy ruského jazyka – napsala Nina Seifertová-Šrutová za spolupráce Ludmily Šrutové. Praha: Státní nakladatelství, 1945.
- Učebnik russkogo jazyka = Učebnice ruského jazyka. Část II., Cvičebnice – napsala Nina Seifertová-Šrutová za spolupráce Ludmily Šrutové. Praha: Státní nakladatelství, 1945.
- Učebnik russkogo jazyka = Učebnice ruského jazyka. Část III., Ukázky písemnictví. Slovník – napsala Nina Seifertová-Šrutová za spolupráce Ludmily Šrutové. Praha: Státní nakladatelství, 1945.